# Freeway (dokumentarfilm fra 2005)
 For alternative betydninger, se Freeway. (Se også artikler, som begynder med Freeway)
Freeway er en dansk dokumentarfilm fra 2005 instrueret af Jakob Thuesen og efter manuskript af Nikolaj Scherfig.

## Handling
Instruktøren Jacob Thuesen forsøger at forstå den amerikanske bilkultur. Udgangspunktet er Los Angeles' femten hundrede kilometer lange, ti-spors motorvejsnetværk, som dagligt benyttes af over syv millioner mennesker, og tilsyneladende er kommet ud af menneskers kontrol. Det vokser og vokser, selvom der snart ikke er mere jord at asfaltere i området. 
I filmen forsøger Jacob Thuesen at trænge ind i dette system, at fange dets rytme og forstå, hvordan det er kommet så vidt. Ganske som i Under New York (1996), hans prisvindende portræt af storbyens subwaysystem, bruger Thuesen sin undren som drivkraft, mens han følger de mange mennesker, der bruger motorvejen, og ikke mindst dem, som forgæves forsøger at holde styr på den.